# Ван дер Корпют, Йоханнес
Йоханнес ван дер Корпют (нидерл. Johannes Gualtherus van der Corput, 4 сентября 1890, Роттердам, Южная Голландия, Нидерланды — 16 сентября 1975, Амстердам) — нидерландский математик. педагог. Доктор наук. Член Королевской академии наук и искусств Нидерландов (1929).

## Биография
С 1908 по 1914 год изучал математику в Лейденском университете. Курс теории чисел под руководством Яна Корнелиса Клюйвера.
Участник Первой мировой войны. В 1917 году продолжил учёбу в университетах Леувардена и Утрехта.
В 1919 году защитил докторскую диссертацию в Лейденском университете по аналитической теории чисел. В 1920 году работал помощником Эдмунда Ландау в Гёттингенском университете, с 1920 по 1922 год — помощником Арно Данжуа в университете Утрехта.
в 1922 году был назначен профессором университета Фрибурга (Швейцария).
С 1923 года — профессором Гронингенского университета. С 1945 по 1953 год был профессором Амстердамского университета.
Один из основателей Центра математики и информатики в Амстердаме, был его первым руководителем с 1946 по 1953 год.
В 1953 году отправился в США, где читал лекции в Калифорнийском университете в Беркли и Висконсинском университете в Мадисоне.
Воспитал ряд талантливых учеников.

## Научная деятельность
Специалист в области аналитической теории чисел. Его многочисленные работы относятся к теории чисел; в диофантовых приближениях известен метод Корпута.
До 1940 года занимался почти исключительно исследованиями аналитической теории чисел (включая: Расчетная сетка|расчетные сетки, Теорему Виноградова о среднем для оценки экспоненциальных сумм, геометрию чисел, проблему Гольдбаха, диофантово приближение, порядок роста дзета-функции Римана, а также другие математические проблемы. Им было опубликовано новое доказательство основной теоремы алгебры. Корпут внёс большой вклад в популяризацию элементарного доказательства асимптотического закона распределения простых чисел Пала Эрдеша и Атле Сельберга.
В 1922 году доказал, что число целых точек решётки N в круге с радиусом {\displaystyle {\sqrt {x}}} асимптотическое:{\displaystyle \,N(x)=\pi x+O(x^{\theta })}.
В 1930-х годах, работая над одномерными рядами, изобрёл концепцию выбора квазислучайных точек.
В 1936 году выступил с докладом на пленарном заседании на Международном конгрессе математиков в Осло.